# FV 1906 Sprendlingen
Der FV 1906 Sprendlingen ist ein Fußballverein im südhessischen Sprendlingen, seit 1977 ein Stadtteil von Dreieich. Die „06er“ spielten von 1921 bis 1923 in der damals höchsten Spielklasse, der Kreisliga Südmain, und ab Mitte der 1960er bis Ende der 1980er Jahre in den obersten hessischen Amateurspielklassen, von 1974 bis 1976 in der Hessenliga. 

## Geschichte
Der Verein wurde am Kirchweih-Sonntag 1906 als Fußball-Sportverein Sprendlingen gegründet. Während des Ersten Weltkrieges, am 29. Juli 1917, schlossen sich die beiden örtlichen Vereine, der Fußballclub „Viktoria“ und der FSV Sprendlingen, zum Fußballverein 1906 zusammen. Nach dem Krieg erfuhr der Fußballsport einen enormen Zulauf, wovon auch der FV 06 profitierte. Zur Runde 1921/22 stieg man nach dem Gewinn der Gaumeisterschaft der A-Klasse erstmals in die oberste Spielklasse, die Kreisliga Südmain, auf, und spielte damit auf Augenhöhe mit Vereinen wie Kickers Offenbach oder Viktoria Aschaffenburg. Durch eine Ligenreform im Anschluss an die Saison 1922/23 stieg die Mannschaft aber bereits nach dem zweiten Erstligajahr wieder ab und verblieb bis zum Ende des Zweiten Weltkrieges auf der zweithöchsten Ebene.
Im Anschluss an den Zweiten Weltkrieg mussten sich die Turn- und Sportvereine in einem örtlichen Großverein zusammenschließen, in Sprendlingen war dies die – heute noch bestehender Breitensportverein – „Sport- und Kulturgemeinschaft (SKG) Sprendlingen“. Nachdem die SKG zum dritten Mal innerhalb von fünf Jahren am Aufstieg in die 1. Amateurliga Hessen gescheitert war, sorgten interne Streitigkeiten am 3. Juli 1962 zur Abspaltung von knapp 200 Mitgliedern der Fußballabteilung und zur Neugründung des FV Sprendlingen. Die Mannschaft war dadurch allerdings zu einem Neustart in der B-Klasse gezwungen. Hinter dem nachfolgenden steilen Aufstieg der „06er“ stand vor allem der Ex-Oberligaspieler Willi Keim, der als Spieler mit den Offenbacher Kickers 1950 und 1959 jeweils deutscher Vizemeister geworden und im Anschluss daran bereits an den Erfolgen der Fußballmannschaft im SKG beteiligt gewesen war. 1965 qualifizierte sich Sprendlingen für die gegründete Gruppenliga, die damals vierthöchsten Spielstufe unterhalb der Hessenliga. 
Der FV Sprendlingen 06 zählte von 1965 an mehr als 20 Jahre zum festen Bestandteil des südhessischen Spitzenfußballs. In der Saison 1973/74 gelang nach Rückkehr von Willi Keim vom Erzrivalen Spvgg. 03 Neu-Isenburg der Aufstieg. Die Stammelf war unter anderem um den ehemaligen Amateurnationaltorhüter Wolfgang Mühlschwein ergänzt worden und sicherte sich mit einem 2:0 über Rödelheim die Meisterschaft vor dem TSV Heusenstamm. In der ersten Spielzeit 1974/75 musste Sprendlingen in der Hessenliga in der Relegationsrunde um den Verbleib kämpfen. Am Ende des zweiten Spieljahres folgte der Abstieg in die Viertklassigkeit. 
Den Sprung zurück in die oberste Amateurspielklasse schaffte der FV 06 Sprendlingen seither nicht mehr. Aus der hessischen Landesliga zwischenzeitlich von 1983 bis 1986 für drei Jahre in die Bezirksliga abgerutscht, gelang den Sprendlingern von 1986 bis 1988 noch einmal der Aufstieg in die Landesliga Süd. Seit dem erneuten Abstieg bewegen sich die „06er“ in den Spielklassen des Fußballkreises Offenbach.

## Vorstände
Eine chronologische Übersicht über alle Vorsitzende des Vereins seit 1917.
| Amtszeit  | Vorsitzender       | Anmerkung            |
| --------- | ------------------ | -------------------- |
| 1917–1927 | Wilhelm Kiefer     |                      |
| 1927–1938 | Heinrich Schmidt   |                      |
| 1938–1945 | Georg Schickedanz  |                      |
| 1962–1967 | Hermann Müller     |                      |
| 1967–1973 | Hermann Bretz      |                      |
| 1973–1984 | Karl Schwanstecher |                      |
| 1984–1986 | Wolfgang Knipp     |                      |
| 1986–1999 | Werner Suß         |                      |
| 1999–2014 | Manfred Wilden     |                      |
| 2014–2017 | Heinrich von Bünau |                      |
| 2017–2018 | –                  | kein 1. Vorsitzender |
| Seit 2018 | Claus Leonhardt    |                      |

## Aktivitäten
Der FV 06 Sprendlingen richtet mehrfach jährlich Jugendfußballcamps aus und betreibt die Stadtmeisterschaft für Junioren in der Halle.